# Abandoned (película de 2010)
Abandonada es una película del género thriller dirigida por Michael Feifer y protagonizada por Brittany Murphy, Dean Cain, y Mimi Rogers.

## Sinopsis
Mary Walsh (Brittany Murphy) lleva a su novio, Kevin Peterson (Dean Cain), al hospital para una cirugía ambulatoria de rutina. Una enfermera le dice que la cirugía tardará exactamente una hora. Cuando ella regresa para llevarlo a su casa, él misteriosamente ha desaparecido. La administradora (Mimi Rogers) no puede encontrar ningún registro de Kevin, y la policía con sus búsquedas no encuentran nada. Cada vez más frenética, a Mary se la llevan al psiquiatra Dr. Bensley (Peter Bogdanovich), quien dice que está inestable. Ahora, ella no solo debe encontrar a su novio desaparecido, sino demostrar también su cordura. 
Cuando un hombre mayor le dice a Mary que él sabe dónde está su novio y le pide 10 millones de dólares a cambio de la información ella tiene solo una hora para cumplirlo... y la vida de su novio está en juego. Obligada a malversar el dinero del banco donde ella trabaja, Mary pronto descubre la escandalosa verdad detrás de la desaparición.

## Reparto
| Actor             | Personaje          |
| ----------------- | ------------------ |
| Brittany Murphy   | Mary Walsh         |
| Dean Cain         | Kevin Peterson     |
| Mimi Rogers       | Victoria Markham   |
| Peter Bogdanovich | Dr. Bensley        |
| Jay Pickett       | Detective Franklin |
| Tim Thomerson     | Cooper             |
| America Young     | Amanda             |

## Producción
Abandoned fue lanzada en junio de 2009. Fue la última película de Murphy antes de su muerte el 20 de diciembre de 2009.

## Lanzamiento
Anchor Bay Entertainment adquirió los derechos de distribución en América del Norte y lanzó la película directamente para vídeo el 24 de agosto de 2010. En España la película se estrenó en 2010 a través de Antena 3.